# NGC 1812
NGC 1812 ist eine Spiralgalaxie vom Hubble-Typ Sa im Sternbild Taube am Südsternhimmel. Sie ist schätzungsweise 168 Millionen Lichtjahre von der Milchstraße entfernt und hat einen Durchmesser von etwa 60.000 Lj. Wahrscheinlich bildet sie mit ihrem Nachbarn NGC 1811 ein gravitativ gebundenes Galaxienpaar.
Das Objekt wurde am 6. November 1834 durch John Herschel entdeckt.